# Shafat-Tal

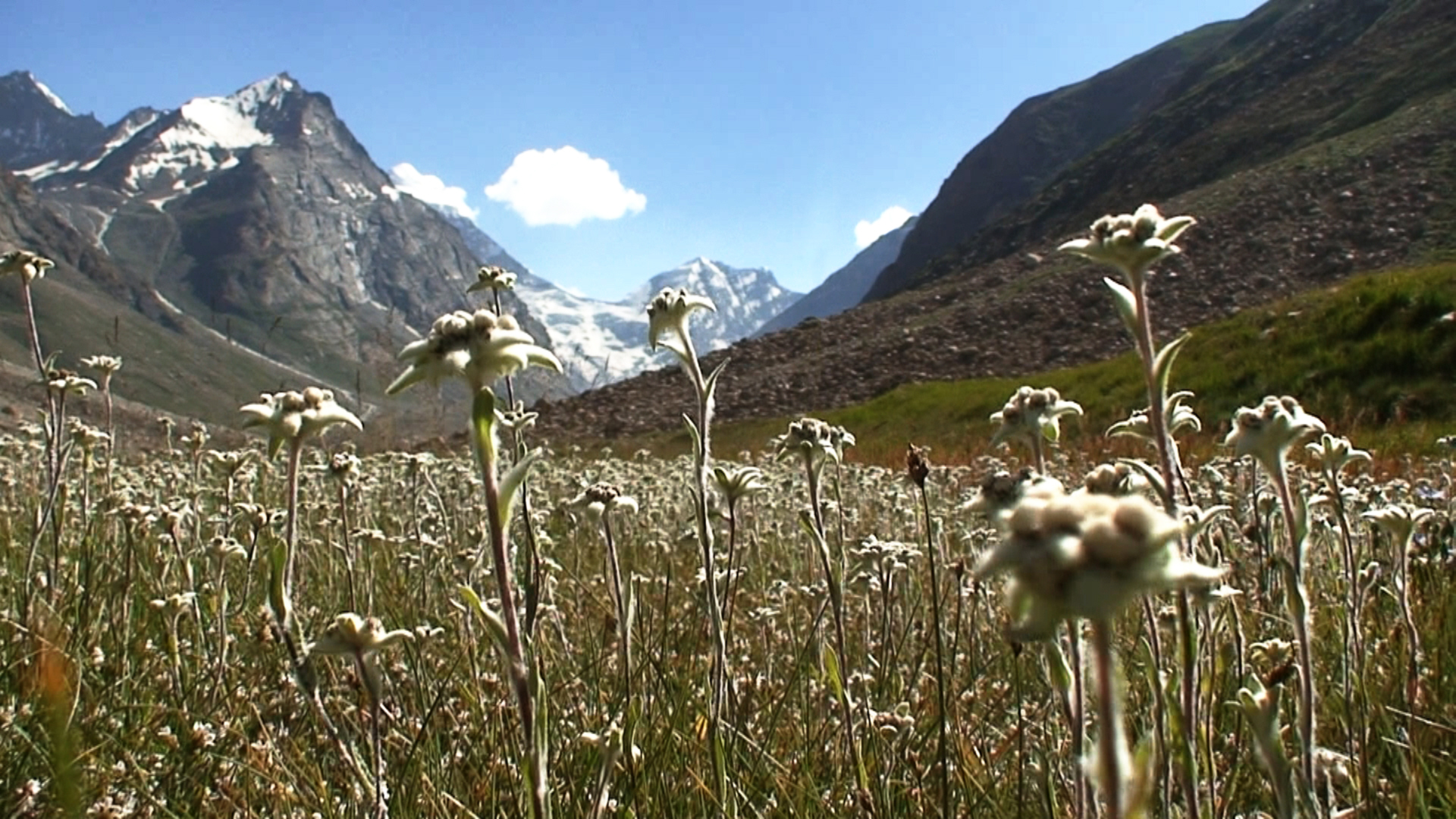
Himalaya-Edelweiß (Leontopodium himalayanum)
am Eingang des Shafat-Tals

Das Shafat-Tal (englisch Shafat Valley) ist ein Hochgebirgstal im indischen Unionsterritorium Ladakh. Als linkes Seitental des Suru-Tales erschließt es das Nun-Kun-Massiv. Es wird dominiert vom Shafat-Glacier, dessen Nährgebiet 5400 m hoch zwischen Z1 und Nun liegt. An dessen Gletschertor in 3980 m Höhe entspringt der Shafat Nala, der in den Suru mündet. Von links vereinigt sich der Pinnacle Glacier auf einer Höhe von 3400 m mit dem  Shafat-Glacier.
Die erste dokumentierte Erkundung des Tales und seiner Umgebung erfolgte im Jahre 1906 durch die Bullock Workman Expedition. Fanny Bullock beschreibt das Shafat-Tal als „Treppe in den Himmel“.
Das Shafat-Tal gehört zu den Revieren eines Himalaya-Bären (Ursus arctos isabellinus) sowie eines Schneeleoparden (Panthera uncia). Der Bär wurde bei der Österreichischen Ladakh Himalaya Expedition '79 von Wolfgang Ott fotografiert, nachdem er nahe der Gletscherzunge ein Lebensmitteldepot verwüstet hatte. Bei Kun-Expeditionen in den Jahren 2009 und 2013 umkreiste nächtens ein Schneeleopard (auch Irbis) das Hochlager 1 am Fuße der White Needle in 5400 m Höhe. Am darauffolgenden Morgen konnte nur mehr die frische Fährte im Schnee fotografiert werden. Anreiz für die Raubtiere sind Schaf- und Ziegenherden, die an den Matten am Talausgang geweidet werden. Eine weitere botanische Besonderheit ist eine Edelweiß-Wiese. Auf einer hektargroßen Fläche wächst fast ausschließlich das Himalaya-Edelweiß (Leontopodium himalayanum). Millionen Exemplare, Blüte an Blüte.